# Krzysztof Kościelski
Krzysztof "Blinek" Kościelski (ur. 11 czerwca 1984 w Puławach) – polski gitarzysta basowy, członek oraz współkompozytor krakowskiej grupy rockowej CF98.

## Dyskografia

### Albumy studyjne
- Demo (DIY, 2005)
- Enjoy (Pasażer Records, 2006)
- In Punk We Rust (DIY, 2007)
- Tiny Drum, Apple Juice, And Virgin Island on The Magic Store (Pasażer Records, 2008)
- Nic Do Stracenia (Antena Krzyku, 2010)

### Single
- Buffalo's Eye (2006)
- Fight Club (2006)
- Don't Break Down (2007)
- Flames Of Frustration (2008)
- The Biggest Punch On Earth (2008)
- Walka Królestw (2010)

### Kompilacje
- Ostry Dyżur vol.2 (Pasażer Records, 2006)
- Pasażer 21 (Pasażer Records, 2006)
- Kaliforniapunk.ino (Support Records, 2005)
- Mp3 Compilation #3 (Band.pl Records, 2006)